# Gongora galeottiana
Gongora galeottiana là một loài thực vật có hoa trong họ Lan. Loài này được A.Rich. mô tả khoa học đầu tiên năm 1845.

## Hình ảnh

- Tập tin:Gongora retrorsa, G. stenoglossa, G. seideliana, Kegelia houtteana, Notylia pentachne - Xenia 1-20 (1858).jpg